# Oderiner See
Der Oderiner See ist ein rund 40 Hektar großes Gewässer auf der Gemarkung der Gemeinde Halbe im Landkreis Dahme-Spreewald im Land Brandenburg.

## Lage und Nutzung
Der See liegt östlich des Halber Ortsteils Teurow und nordöstlich des Halber Ortsteils Oderin in einem Waldgebiet. Von Süden fließt der Oderiner Seegraben zu, der dort landwirtschaftliche Flächen entwässert. Er tritt am Nordufer des Sees wieder aus, unterquert dort den Dahmeradweg und entwässert anschließend in die Dahme.
Das Gewässer wird zum Baden und für den Angelsport genutzt. Im Gewässer sind insbesondere Rotaugen, Rotfedern und Schleie vorhanden.